# Krsto Đurović
Krsto Đurović (Cetinje, 26. kolovoza 1940.  – zaselak Popovići kod Čilipa u Konavlima, 5. listopada 1991.) crnogorski kontraadmiral. Nosio je čin kapetana bojnog broda, a Ukazom Predsjednika predsjedništva SFRJ-a br.1/49 od 4. listopada 1991. izvanredno je unaprijeđen u čin kontraadmirala.[nedostaje izvor]
Jedan je od crnogorskih visokih pomorskih časnika koji je u Domovinskom ratu stao u zaštitu hrvatskih građana.

## Životopis
Rodom je iz čestite učiteljske obitelji.
Bio je časnik JRM u Splitu. Bio je podmorničar i zapovjednik flotile podmornica. Krajem 1989. godine premješten je iz Splita u Boku. Obnašao je dužnost zapovjednika garnizona JNA Kumbor. Prema svjedočenju umirovljenog generala HV Nojka Marinovića,  zbog zbivanja 1991. godine, koji su rezultirali agresijom na Hrvatsku, Đurović je zatražio da ga smijene i otpust iz JNA. Tih je (pred)ratnih dana Đurović pozvao Marinovića na razgovor i tom mu je prigodom rekao da je on (Đurović) u Hrvatskoj proveo radni vijek, oženio Hrvaticu, te da njegova dva sina s obiteljima žive u Hrvatskoj i da dok on (Đurović) bude zapovjednik Hrvatska neće biti napadnuta.
Đurović je tih mjeseci bio zapovjednik južnog pomorskog sektora Boka. Dodijeljena mu je zuadaćia stavljanja pod punu kontrolu cestu od Trebinja preko Graba i Mrcina (Dubravka) do Boke kotorske zbog strateških i sigurnosnih razloga. Kao zapovjednik svih postrojbi na jugo-istočno područje Dubrovnika poduzeo je tu zadaću 1. listopada 1991., a već 5. listopada zauzele su to područje gdje ta cesta prolazi kroz Konavle. Izvijestio je zapovjedništvo u Beogradu da je izvršena zadaća. Nakon toga dobio je nalog "da mora nastaviti napredovati sve do Plata jer da se od tamo vodom i elektrikom snabdjeva kasarna na Prevlaci". Đurović je odbio dalje izvršiti tu zadaću, jer je bio protivnik napada na Dubrovnik.
Na dan kad je poginuo, svojim se automobilom dovezao na Prevlaku. Nije bilo planirano da tog dana leti helikopterom, pa je zamolio general-potpukovnika Jevrema Cokića za slobodno mjesto. Tako je odatle helikopterom poletio prema Moluntu.
Njegova je smrt jedna od najzagonetnijih događaja tijekom srpsko-crnogorskog napada na Dubrovnik. 
Ostalo je nerazjašnjeno tko je pogodio helikopter, gdje i kada je poginuo Đurović, tko je bila posada i kakva je njena sudbina, kojoj je postrojbi pripadao helikopter i druga.
Crnogorski su rezervisti bili smješteni blizu konavoskog sela Popovića gdje su odmarali. Niotkuda se pojavio helikopter za koji su isprve pomislili da pripada hrvatskoj vojsci, no tad je letjelica zateturala u zraku, a da nitko nije čuo pucanj i pala u obližnji vinograd. Jedan podgorički rezervist potrčao je tamo i nestao u vinogradu. U tom je pravcu zapucala poveća skupina rezervista. Uskoro je stigla vijest o Đurovićevoj i rezervistovoj smrti (za čiju su smrt crnogorski mediji optužili hrv. snage), te o ozljedi posade i putnika helikoptera. 
Prema priopćenju SSNO u 15.15 sati 5. listopada 1991. "pogođen i oboren helikopter gazela u kojem su se nalazili general-potpukovnik Jevrem Cokić i kapetan bojnog broda Krsto Đurović. Tom prilikom teško je ozlijeđen kapetan bojnog broda Krsto Đurović koji je od zadobijenih rana preminuo. General-potpukovnik Jevrem Cokić i članovi posade kapetan Nervin Tobunčić, pilot i vodnik prve klase, i Ilija Radulović, kopilot, ozlijeđeni su i izvan su životne opasnosti". Vojni vrhu odbilo je izvršiti bilo kakve istražne radnje, a vodstvo ondašnje SFRJ i Crne Gore želi prikriti okolnosti ovog zločina, što je s obzirom na okolnosti jasno. Hrvatski diplomat Kačić je istakao pitanje zašto nadležna tijela Haškog tribunala ovakvu šutnju mogu objasniti i zbog čega tijela Haškog suda nisu utvrdila uzroke ovog zločina, jer su propustili pitati svjedoke dodatna pitanja iz kojih bi se moglo mnogo više ustvrditi o ulozi optuženog Slobodana Miloševića, tim više što službeni dopis Vlade Republike Srbije od 5. listopada 1991. upućen vladi R. Hrvatske, koji je u ime vlade R. Srbije potpisao ondašnji predsjednik vlade Srbije Dragutin Zelenović bio očiti dokaz da je agresija na hrvatski teritorij bila poduzeta s odobrenjem i u ime Vlade Republike Srbije.
Tajnovitost okolnosti pogibije je što se u priopćenju govori o padu helikoptera, premda nitko nije čuo pucanj, a hrvatskih postrojba nije moglo nikako biti jer su taj predjel danima prije toga nadzirali crnogorski rezervisti i pripadnici JNA. Sve je to odmah dalo osnova sumnjama u istinitost službenog priopćenja Saveznog sekretarijata. Hrvatski su dužnosnici, pozvavši se na podatke hrvatskih obavještajnih služba, odbili mogućnost da je itko od hrvatskih snaga ubio Đurovića. Štoviše, to je pokazalo jednu neobičnost, jer obično protivničke snage hvale se da su srušili neku letjelicu, dok oni čija je letjelica to opovrgavaju; ovdje je slučaj bio obrnut - Hrvati su poricali da su srušili neprijateljski helikopter. Štoviše, hrvatska strana tvrdila je da se helikopter srušio tri sata prije, oko 12.45 sati u području Pridvorja, a da je pao kod Draganjske Pale (baština), dok je letio iz smjera Cavtata prema Boki kotorskoj. Optužili su crnogorske rezerviste da su srušili helikopter protuzrakoplovnim topom iz mjesta Livjera, jer hrvatskih snaga ondje nije bilo. JNA je s druge strane optužila gardiste iz Popovića da su oborili helikopter (kojih nije bilo ondje), pa je da bi opravdala svoje tvrdnje, cijeli dan poslije "pada" gađala minobacačima sela iz kojih se tobože pucalo na helikopter. Zbog svih ovih nelogičnosti, hrvatska je strana zaključila da se radi o nekoj zakulisnoj igri.
Prije početka rata i ratni gradonačelnik Dubrovnika Petar Poljanić razgovarao je nekoliko puta s Đurovićem. Bilo je to u Kuparima i u Herceg-Novom sredinom rujna, no tad je "bilo očito previše kasno za bilo što". Razgovoru u Herce-Novom nazočio je i jedan čovjek koji je čitavo vrijeme slušao i vjerojatno sve snimao, zbog čega je Poljanić vidio da Đurović se ustručava mu reći što zbilja misli, pa je tek pretkraj razgovora, kad je ocijenio da to nitko ne čuje osim Poljanića, iskoristio prigodu i rekao mu "Dok sam ja zapovjednik VP Boka, možeš biti siguran da ni jedna granata na Dubrovnik pasti neće". Prema Poljanićevom svjedočenju na MKSJ, Đurović je nakon tog susreta nekoliko dana bio u nekoj vrsti pritvora, nakon čega je oslobođen. No, na dužnosti je bio samo dva-tri dana i tad je poginuo. No, smrt nije bila kako je opisao SSNO.
O Đurovićevom držanju posvjedočio je i ondašnji crnogorsk ministar vanjskih poslova Nikola J. Samardžić, kojeg je deset dana prije početka napada na Dubrovnik posjetio u Jugooceaniji u Kotoru. Bio je vrlo ogorčen i požalio se Samardžiću da se priprema napad na Hrvatsku i da on nikada neće ni po cijenu života sudjelovati u takvom ratu. Kasnija neobična smrt pobudila je sumnju u istinitost SSNO-vog priopćenja u smrti u borbenim djelovanjima. U jednom razgovoru s hrvatskim diplomatom Hrvojem Kačićem, Samardžić je informirao Kačića da su pripadnici JNA smaknuli admirala Đurovića, pri čemu ga je upozorio da "u javnosti ne smijemo to spominjati jer da su neki koji su bili neposredni svjedoci tog događaja, već nasilno ubijeni".
Đurovićev se helikopter uspio spustiti nakon vrludanja, na jedan čudan način, ali ne u konavoskom selu Popovićima, nego jedno 150 metara jugoistočno od Vukobratovih staklenika, u Konavlima. Vojnik JNA koji je došao na mjesto gdje se spustio helikopter zatekao je Đurovića kako leži na zemlji u umirućem stanju i da je imao samo jednu ogrebotinu na čelu. Đurovića su iz palog helikoptera nosili do automobila, bio je živ, u umirućem stanju, ali u umirućem stanju bez svijesti. Prema informacijama koje su došle do Hrvatske vojske, Đurovića su pripadnici sigurnosne službe JNA brutalno batinale zbog toga što je odbio zapovijedati napad na Hrvatsku, a od posljedica teških tjelesnih ozljeda zadobivenih batinanjem Đurović je umro. Marinović je posvjedočio ne samo što hrvatske snage nisu paljbeno djelovale prema nekom helikopteru, nego i to da nisu primijetili helikopter u području Konavala tog dana.
Bivši direktor kotorske Jugooceanije Nikola J. Samardžić jedanaest godina poslije Đurovićeve smrti na svjedočenju na MKSJ protiv Slobodana Miloševića izjavio je: "Kapetan bojnog broda Krsto Đurović jedno deset dana prije početka napada na Dubrovnik posjetio me u Jugooceaniji u Kotoru. Vrlo ogorčen žalio mi se da se priprema napad na Hrvatsku i da on nikada neće ni po cijenu života učestvovati u takvom ratu".
Listopada 2002. pred Općinskim sudom u Splitu završeno je šestogodišnje suđenje protiv supruge Krsta Đurovića, radi otkaza stanarskog prava na stan u Splitu. U korist obitelji Đurović svjedočili su dubrovački ratni gradonačelnik Petar Poljanić i ratni zapovjednik obrane Dubrovnika Nojko Marinović. Sud je presudio u korist Đurovićeve supruge 9. listopada 2002. godine.
I crnogorski ratni premijer Momir Bulatović u knjizi Pravila ćutanja, amnestirao je hrvatsku stranu za Đurovićevu pogibiju: "Nikad nisam dobio zvanične rezultate istrage, ali se po svoj prilici radilo o tzv. prijateljskoj vatri. Neko je, izgleda, tragičnom greškom pucao misleći da se radilo o neprijateljskom helikopteru". Ostalo je pitanje je li se zbilja radilo o pogrešci ili namjeri.

## Vanjske poveznice
- dubrovackidnevnik.hr/Maro Prizmić: Časni crnogorski admirali. Radije su umrli nego pristali zapovjediti razaranje Dubrovnika i Hrvatske, Dubrovački dnevnik, 23. listopada 2014.